# Ohzora Publishing
Ohzora Publishing, Inc. (株式会社宙出版), également connu sous le nom Ohzora Shuppan, est une entreprise japonaise fondée en 1990 spécialisée dans le manga josei.
Elle possédait également une filiale américaine nommée Aurora Publishing entre 2006 et 2010.

## Magazines
- Cool-B
- P-mate
- DIVAS
- Harlequin
- Project X
- NextComic First